# Bram Stoker
Abraham "Bram" Stoker (Dublin, 8 de novembro de 1847 – Londres, 20 de abril de 1912) foi um romancista, poeta e contista irlandês, mundialmente conhecido por seu romance gótico Drácula (1897), a mais conhecida obra  a marcar o desenvolvimento do mito literário moderno do vampiro.

## Vida
Sempre estudando em Dublin, escreveu seu primeiro ensaio aos 16 anos e, em 1875, concluiu seu mestrado. Conseguiu se tornar crítico de teatro, sem remuneração, no jornal Dublin Eventing Mail. Em 1878 Stoker casou-se com Florence Balcombe, cujo ex-pretendente fora Oscar Wilde.
Com a mulher, mudou-se para Londres, onde passou a trabalhar na companhia teatral Irving Lyceum, assumindo várias funções e permanecendo nela por 27 anos. Em 31 de Dezembro de 1879 nasceu seu único filho, Irving Noel Thornley Stoker. Trabalhando para o ator Henry Irving, Stoker viajou por vários países, apesar de nunca ter visitado a Europa Oriental, cenário de seu mais famoso romance.
Enquanto esteve no Lyceum Theatre de Londres, começou a escrever romances e fez parte da equipe literária do jornal londrino Daily Telegraph, para o qual escreveu ficção e outros gêneros.
Antes de escrever Drácula, Stoker passou vários anos pesquisando o folclore europeu e as histórias mitológicas dos vampiros. Uma de suas prováveis fontes literárias, e talvez a principal delas, foi Carmilla (lançado em 1872 e que, no Brasil, tem ocasionalmente - como nos filmes da Hammer - o subtítulo de a vampira de Karnstein), do também irlandês Sheridan LeFanu.
Depois de sofrer uma série de derrames cerebrais, Stoker faleceu em Londres em 1912. Alguns biógrafos atribuem um processo desencadeado por uma sífilis terciária como causa de sua morte. Foi cremado e suas cinzas estão numa urna no Crematório de Golders Green, em Londres, Inglaterra.

## Crenças e filosofia
Stoker foi criado como protestante na Igreja da Irlanda. Ele era um forte defensor do Partido Liberal e tinha um grande interesse nos assuntos irlandeses. Como um "governante doméstico filosófico", ele apoiou o Home Rule para a Irlanda trazido por meios pacíficos. Ele permaneceu um monarquista ardente que acreditava que a Irlanda deveria permanecer dentro do Império Britânico, uma entidade que ele via como uma força para o Bem. Ele era um admirador do primeiro-ministro William Ewart Gladstone, a quem conheceu pessoalmente, e apoiou seus planos para a Irlanda.
Stoker acreditava no progresso e se interessou pela ciência e pela medicina baseada na ciência. Alguns dos romances de Stoker representam os primeiros exemplos de ficção científica, como The Lady of the Shroud (1909). Ele tinha o interesse de um escritor pelo ocultismo, notadamente o mesmerismo, mas desprezava a fraude e acreditava na superioridade do método científico sobre a superstição. Stoker contou entre seus amigos J. W. Brodie-Innis, um membro da Hermetic Order of the Golden Dawn, e contratou Pamela Colman Smith como artista para o Lyceum Theatre, mas nenhuma evidência sugere que Stoker tenha se juntado à Ordem. Embora Irving fosse um maçom ativo, nenhuma evidência foi encontrada de Stoker participando de atividades maçônicas em Londres. A Grande Loja da Irlanda também não tem registro de sua adesão.

## Obras

### Romances
- The Primrose Path (1875)
- The Snake's Pass (1890)
- The Watter's Mou' (1895)
- The Shoulder of Shasta (1895)
- Dracula (1897); é no Brasil a mais conhecida e traduzida de suas obras
- Miss Betty (1898)
- The Mystery of the Sea (1902)
- The Jewel of Seven Stars (1903, revisado em 1912). Lançado no Brasil como A jóia das sete estrelas
- The Man (1905); também como The Gates of Life
- Lady Athlyne (1908)
- The Lady of the Shroud (1909)
- The Lair of the White Worm (1911); Lançado no Brasil como A toca do verme branco
- Seven Golden Buttons (escrito em 1891, muito material reutilizado em Miss Betty; publicado postumamente em 2015)[14]

### Coleções de contos
- Under the Sunset (1881) – oito contos de fadas para crianças
- Snowbound: The Record of a Theatrical Touring Party (1908)
- Dracula's Guest and Other Weird Stories (1914)

### Histórias
| Titulo                                                  | Ano        |
| ------------------------------------------------------- | ---------- |
| "The Crystal Cup"                                       | 1872       |
| "Buried Treasures"                                      | 1875, 1875 |
| "The Chain of Destiny"                                  | 1875, 1875 |
| "The Dualitists; or, The Death Doom of the Double Born" | 1887       |
| "The Gombeen Man"                                       | 1889–1890  |
| "Lucky Escapes of Sir Henry Irving"                     | 1890       |
| "The Night of the Shifting Bog"                         | 1891       |
| "Lord Castleton Explains"                               | 1892       |
| "Old Hoggen: A Mystery"                                 | 1893       |
| "The Man from Shorrox"                                  | 1894       |
| "The Red Stockade"                                      | 1894       |
| "When the Sky Rains Gold"                               | 1894       |
| "At the Watter's Mou': Between Duty and Love"           | 1895       |
| "Our New House"                                         | 1895       |
| "Bengal Roses"                                          | 1898       |
| "A Yellow Duster"                                       | 1899       |
| "A Young Widow"                                         | 1899       |
| "A Baby Passenger"                                      | 1899       |
| "The Seer"                                              | 1902       |
| "The Bridal of Death"                                   | 1903       |
| "What They Confessed: A Low Comedian's Story"           | 1908       |
| "The Way of Peace"                                      | 1909       |
| "The 'Eroes of the Thames"                              | 1908       |
| "Greater Love"                                          | 1914       |

### Não ficção
- The Duties of Clerks of Petty Sessions in Ireland (1879)
- A Glimpse of America (1886)
- Personal Reminiscences of Henry Irving (1906)
- Famous Impostors (1910)
- Great Ghost Stories (1998)
- Bram Stoker's Notes for Dracula: A Facsimile Edition (2008); McFarland. ISBN 978-0-7864-3410-7

### Artigos
- "Recollections of the Late W. G. Wills", The Graphic, 1891
- "The Art of Ellen Terry", The Playgoer, 1901
- "The Question of a National Theatre", The Nineteenth Century and After, Vol. LXIII, 1908
- "Mr. De Morgan's Habits of Work", The World's Work, Vol. XVI, 1908
- "The Censorship of Fiction", The Nineteenth Century and After, Vol. LXIV, 1908
- "The Censorship of Stage Plays", The Nineteenth Century and After, Vol. LXVI, 1909
- "Irving and Stage Lightning", The Nineteenth Century and After, Vol. LXIX, 1911

## Trabalhos críticos sobre Stoker
- William Hughes, Beyond Dracula: Bram Stoker's Fiction and Its Cultural Context (Palgrave, 2000) ISBN 0-312-23136-9[15]
- Belford, Barbara. Bram Stoker: A Biography of the Author of Dracula. London: Weidenfeld and Nicolson, 1996.
- Hopkins, Lisa. Bram Stoker: A Literary Life. Basingstoke, England: Palgrave Macmillan, 2007.
- Murray, Paul. From the Shadow of Dracula: A Life of Bram Stoker (Londres: Jonathan Cape, 2004)
- Senf, Carol. Science and Social Science in Bram Stoker's Fiction (Greenwood, 2002).
- Senf, Carol. Dracula: Between Tradition and Modernism (Twayne, 1998).
- Senf, Carol A. Bram Stoker (University of Wales Press, 2010).
- Shepherd, Mike. When Brave Men Shudder: the Scottish origins of Dracula (Wild Wolf Publishing, 2018).
- Skal, David J. Something in the Blood: The Untold Story of Bram Stoker (Liveright, 2016)